# Ела, завържи ме!
Ела, завържи ме! (на испански: ¡Átame!) е испанска кинодрама на режисьора Педро Алмодовар с участието на Антонио Бандерас и Виктория Абрил.

## Сюжет
Внимание:  Текстът по-долу разкрива сюжета на произведението (или части от него)!
Филмът проследява историята на Рики (Антонио Бандерас) – млад мъж, скоро излязъл от психиатрична клиника, и Марина (Виктория Абрил) – актриса, бивша порно актриса, лекуваща се от хероинова зависимост. Всъщност, Рики е ползвал клиниката като училище – пансион, където е добил квалификация на майстор – шлосер, включително и ключар. Престоя си там е уредил чрез сексуална връзка с директорката, която му казва как да се държи пред комисиите, за да съответствува на диагнозата. Рики е завладян от любовта си към Марина, с която преди година е прекарал една нощ, след среща в случайна компания. И той започва да се държи като нормален и е изписан от клиниката, за неудоволствие на директорката.
Мариана се е преквалифицирала от порно в нормална актриса заради влюбен в нея доста възрастен режисьор. Актрисата е отвлечена от Рики с надеждата, че със сила ще може да я накара да да го заобича. Той я държи вързана, когато излиза. Това се случва (може би в резултат на Стокхолмски синдром), и Марина вече не се възприема като затворник. Горещата сцена между двамата е често сочена, за една от най-добрите в киното. Заснета е в стил различен както от порното, така и от романтичните филми, артистите са много убедителни. Накрая тя го моли да я завърже, за да не би да се откаже да го чака – оттам е заглавието. От вече доброволното ѝ пленничество я особождава сестра ѝ, Лола (Лолес Леон), която случайно я намира и развързва.
Краят е сладникав – Лола, която също още не е женена, убеждава Мариана, че Рики не е за изпускане – мъж с професия, и влюбен – и тръгват да го търсят с колата на Лола. Намират го в родното му село, в което вече няма хора, къщите са в руини. Хепиенда – Пътуват в колата и Рики, като кандидат – зет уточнява с двете сестри какво точно ще говорят пред родителите, не всичко е за разказване.